# Drunk in Love
«Drunk in Love» —en español: «Ebria de amor»— es una canción de la cantante de R&B y compositora Beyoncé Knowles, en colaboración con el rapero y actual esposo Jay-Z, para su quinto álbum de estudio Beyoncé (2013). Esta canción fue galardonada como la mejor canción de R&B en los premios Grammy 2015.

## Posiciones
| Lista (2013–2014)                          | Mejor posición |
| ------------------------------------------ | -------------- |
| Alemania (Media Control AG)                | 70             |
| Australia (ARIA)                           | 22             |
| Australia Urban (ARIA)                     | 5              |
| Bélgica(Ultratop Flandes)                  | 13             |
| Bélgica (Ultratop Flandes Urban)           | 8              |
| Bélgica (Ultratop Valonia)                 | 13             |
| Canadá (Canadian Hot 100)                  | 23             |
| Corea del Sur Internacional Sencillo(Gaon) | 25             |
| Dinamarca (Tracklisten)                    | 17             |
| Francia (SNEP)                             | 23             |
| Irlanda (IRMA)                             | 10             |
| Japón (Billboard Japan Hot 100)            | 92             |
| Nueva Zelandia (Recorded Music NZ)         | 7              |
| Países Bajos (Mega Single Top 100)         | 45             |
| Suecia (Sverigetopplistan)                 | 23             |
| Suiza (Schweizer Hitparade)                | 47             |
| Reino Unido (UK Singles Chart)             | 9              |
| Reino Unido (UK R&B Chart)                 | 3              |
| Estados Unidos (Billboard Hot 100)         | 2              |
| Estados Unidos (Hot R&B/Hip-Hop Songs)     | 1              |
| Estados Unidos (Mainstream Top 40)         | 37             |